# داوطلب (مجموعه تلویزیونی)
داوطلب یک مجموعه تلویزیونی محصول سال ۱۳۸۲ به کارگردانی، نویسندگی مسعود تکاور و تهیه‌کنندگی می‌باشد که از شبکه یک پخش شد. این مجموعه در ۱۳ قسمت ۴۰ دقیقه ای تهیه شد.
مسعود دولو (کیوان محمودنژاد)، یکی از بازماندگان خانواده ای قاجاری، به بیماری لاعلاجی مبتلا می‌شود. او قصد دارد به جبهه برود؛ اما تمام تلاش خانواده این است که برای او معافی بگیرند و از اعزام او به جبهه جلوگیری کنند. سعید در طول حضور در جبهه، با رشادت و شهادت اطرافیانش، دچار تحول می‌شود و در مقطعی از داستان با اطلاع از این مسئله که دیگر مبتلا به بیماری لاعلاج نیست، مسیر زندگی اش عوض می‌شود…

## بازیگران
- کیوان محمودنژاد
- رضا ایرانمنش
- شهرام عبدلی
- کمند امیرسلیمانی
- جلال پیشواییان
- حسن رضیانی
- سیامک اشعریون
- عنایت‌الله بخشی
- فریده دریامج
- مجید مشیری
- سعید علیجانی
- محمد مهیمنی
- مهین شهابی
- هما خاکپاش
- نازنین حسینی
- سعیده عرب
- سحر دارا
- رامش صفا